# Ponto Lakatnik

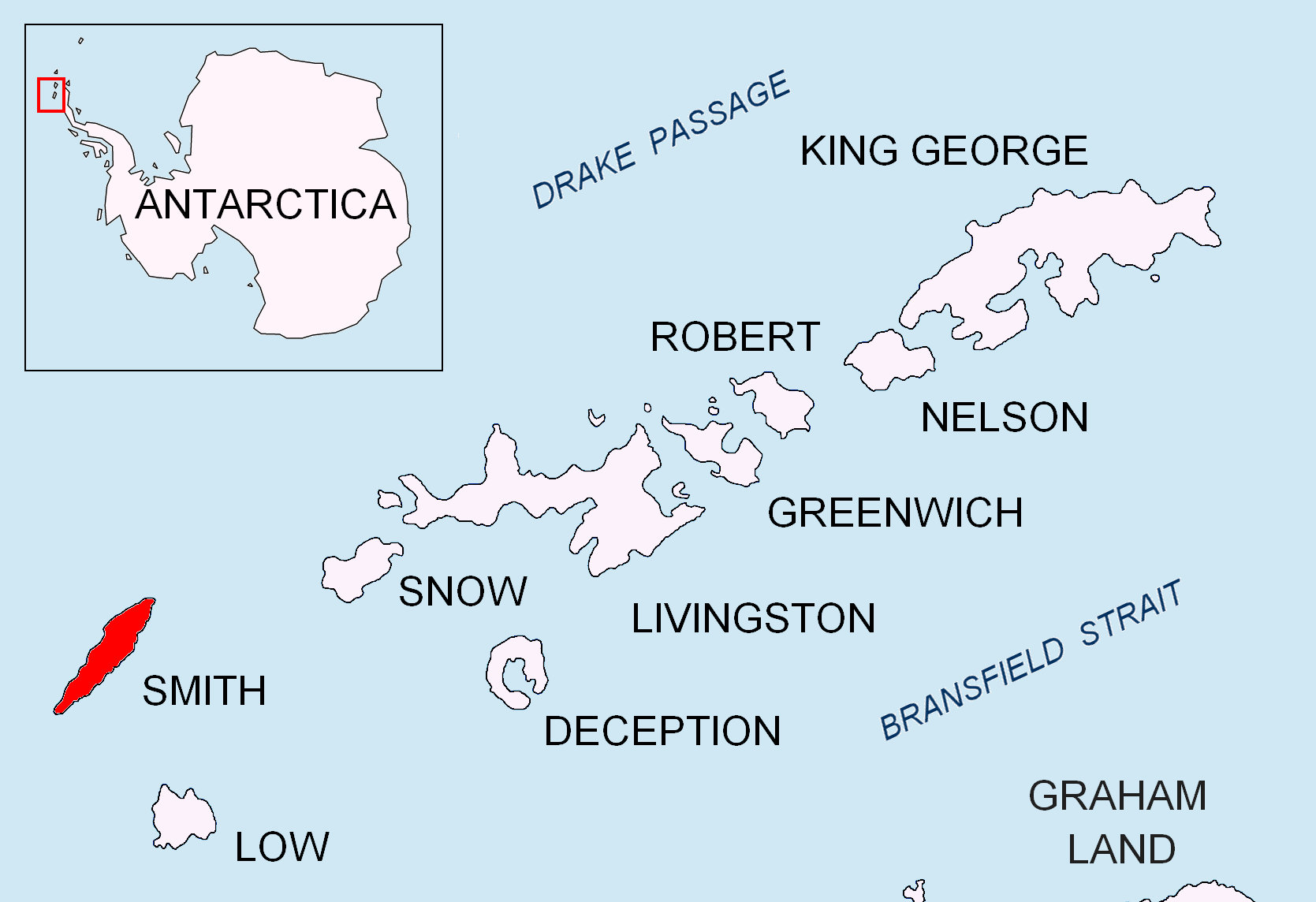
Localização da Ilha Smith nas Ilhas Chetland do Sul.

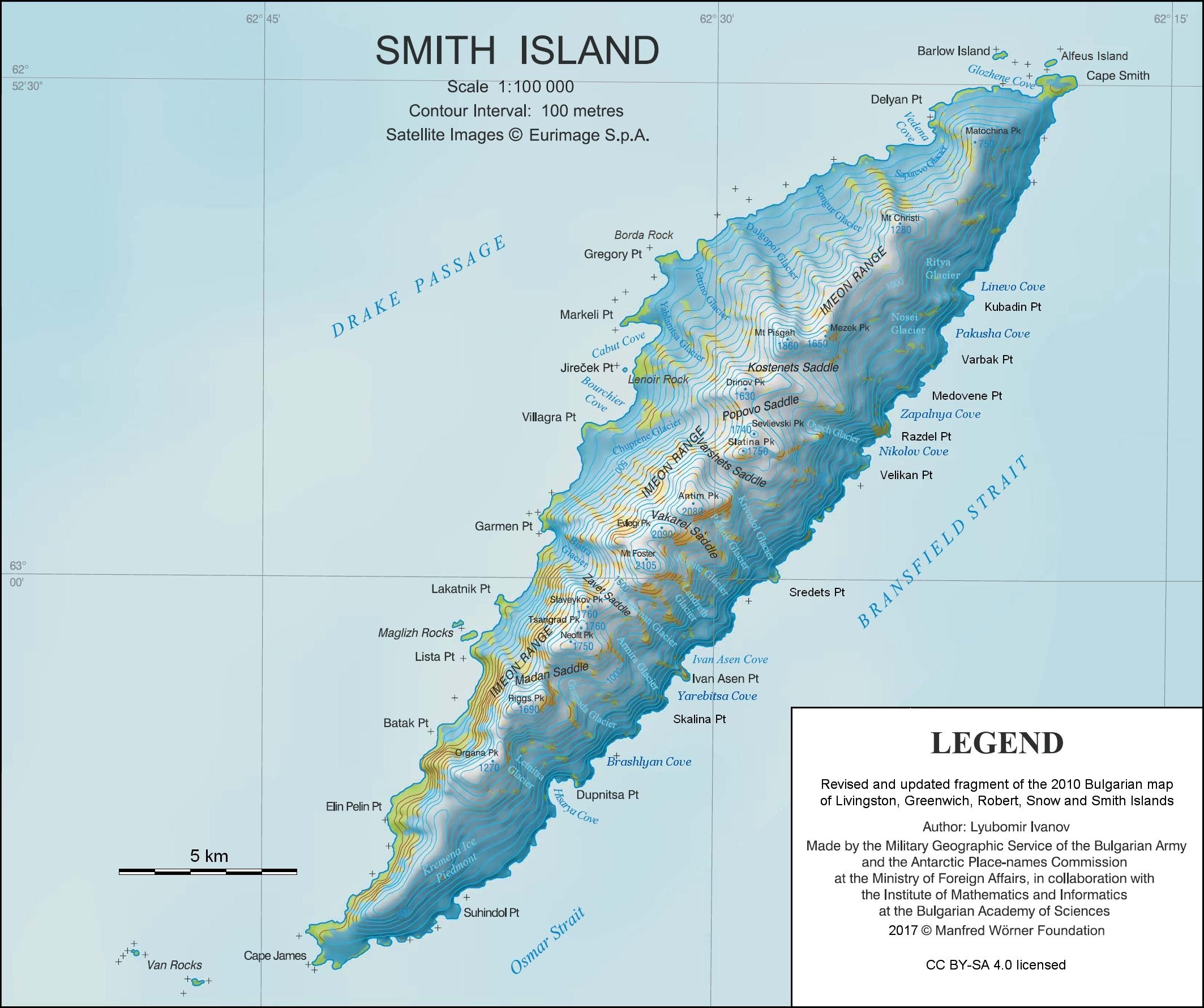
Mapa topográfico da ilha Smith

Lakatnik Point ( em búlgaro:  нос Лакатник    , 'Nos Lakatnik' \ 'nos la-'kat-nik \) é um ponto na costa noroeste de Smith Island, Ilhas Chetland do Sul situado à 1.6   km norte-nordeste de Ponto Lista, 11 km norte-nordeste de Cabo James, 2,66 km a sudoeste de Ponto Garmen e 22   km ao sudoeste de Cabo Smith . Formado por uma ramificação do Pico Neofit. Mapeamento antecipado da Bulgária em 2008. Nomeado após o assentamento de Lakatnik, no oeste da Bulgária .

## Mapas
- Carta de Shetland do Sul, incluindo Coronation Island, etc. da exploração da saveiro Dove nos anos 1821 e 1822 por George Powell Comandante da mesma. Escala ca. 1: 200000. Londres: Laurie, 1822.
- LL Ivanov. Antártica: Ilhas Livingston e Greenwich, Robert, Snow e Smith. Escala 1: 120000 mapa topográfico. Troyan: Fundação Manfred Wörner, 2010. ISBN 978-954-92032-9-5    (Primeira edição de 2009. ISBN 978-954-92032-6-4 ISBN   978-954-92032-6-4 )
- Ilhas Shetland do Sul: Smith e Low Islands. Escala 1: 150000 mapa topográfico No. 13677. Pesquisa Antártica Britânica, 2009.
- Banco de dados digital antártico (ADD). Escala 1: 250000 mapa topográfico da Antártica. Comitê Científico de Pesquisa Antártica (SCAR). Desde 1993, regularmente atualizado e atualizado.
- LL Ivanov. Antártica: Livingston Island e Smith Island . Escala 1: 100000 mapa topográfico. Fundação Manfred Wörner, 2017. ISBN 978-619-90008-3-0 ISBN   978-619-90008-3-0